# Urbano Rattazzi
Urbano Rattazzi (Alessandria, 1808. június 29. – Frosinone, 1873. június 5.) olasz államférfi. 

## Élete
Jogi tanulmányát Torinóban végezte, mire a casalei fellebbezési törvényszéknél alkalmazták. 1848-ban beválasztatván a képviselőházba, itt a balpárthoz csatlakozott és előbb augusztusban, majd decemberben Gioberti alatt a belügyi, majd az igazságügyi tárca vezetésével bízták meg. Az 1849. március 26-án vívott novarai ütközet után minisztertársával együtt visszalépett és 1852-ben a képviselőház elnöke lett. 1853 októberében Camillo Cavour alatt átvette az igazságügyi tárcát, mely állásában ama törvények kezdeményezője volt, melyek az egyház hatalmi körét az államétól elkülönítették. Midőn Cavour 1859 júliusában a villafrancai békekötés után visszalépett, Viktor Emánuel Rattazzit bízta meg az új minisztérium megalakításával, mely aztán 1860-ig fennállott. Rattazzi Szavója és Nizza átengedése ellen kezdetben protestált, később azonban buzgó szószólója volt a Franciaországgal való szövetségnek. 1862 márciusában újból a kormány élére állott, de III. Napóleonhoz való jó viszonya miatt, mely még az által is fokozódott, hogy annak rokonával, Solm özveggyel, született Bonaparte Mária hercegnővel házasságra lépett, sokan rossz szemmel nézték Rattazzit. Midőn a Róma felszabadítására készülő Garibaldi ellen csapatokat küldött, a népszerűtlenség átka nehezedett Rattazzira, amiért december 1-jén visszalépett. 1867 áprilisában Ricasoli lemondása után azonban újból átvette a kabinet vezetését, de Garibaldi önkénteseinek Róma ellen való nyomulásakor oly kétes magatartást tanusított, hogy októberben, midőn a franciák újból megjelentek a pápai államban, kénytelen volt a kormányról lemondani. Beszédeit Scovazzi (Róma, 1876-80, 8 köt.) adta ki. 1885-ben emléket emeltek neki Alessandriában.